# Schöngrabern
Schöngrabern ist eine Ortschaft und eine Katastralgemeinde der Marktgemeinde Grabern im Bezirk Hollabrunn in Niederösterreich. Die Ortschaft hat 1035 Einwohner (Stand 1. Jänner 2024).

## Geografie
Der nördlich von Hollabrunn gelegene Ort wird vom Schöngrabernbach durchflossen und von der Weinviertler Straße erschlossen, von der im Ort die Waldviertler Straße abzweigt. Östlich verläuft die Weinviertler Schnellstraße.

## Geschichte
Das  Angerdorf Grawarn wurde im 12. Jahrhundert angelegt, wobei eine Unterscheidung in Unter-, Mitter- und Obergrabern ist bis ins 14. Jahrhundert nicht möglich war. Schöngrabern kann mit Untergrabern identifiziert werden und ist zugleich der bekannteste der drei Orte.
Die Pfarrkirche, aufgrund der romanischen Reliefdarstellungen aus dem frühen 13. Jahrhundert eines der wichtigsten sakralen Baudenkmäler Österreichs, entstand 1210 bis 1230 und ging aus der Mutterpfarre St. Agatha am Hausleiten hervor.
In der Zeit der Napoleonischen Kriege fanden im und um den Ort Kampfhandlungen statt, einmal 1805 in der Schlacht bei Hollabrunn und Schöngrabern und dann 1809 in der Gefecht bei Schöngrabern. Beide Male ging der Ort fast vollständig in Flammen auf.

## Kultur und Sehenswürdigkeiten

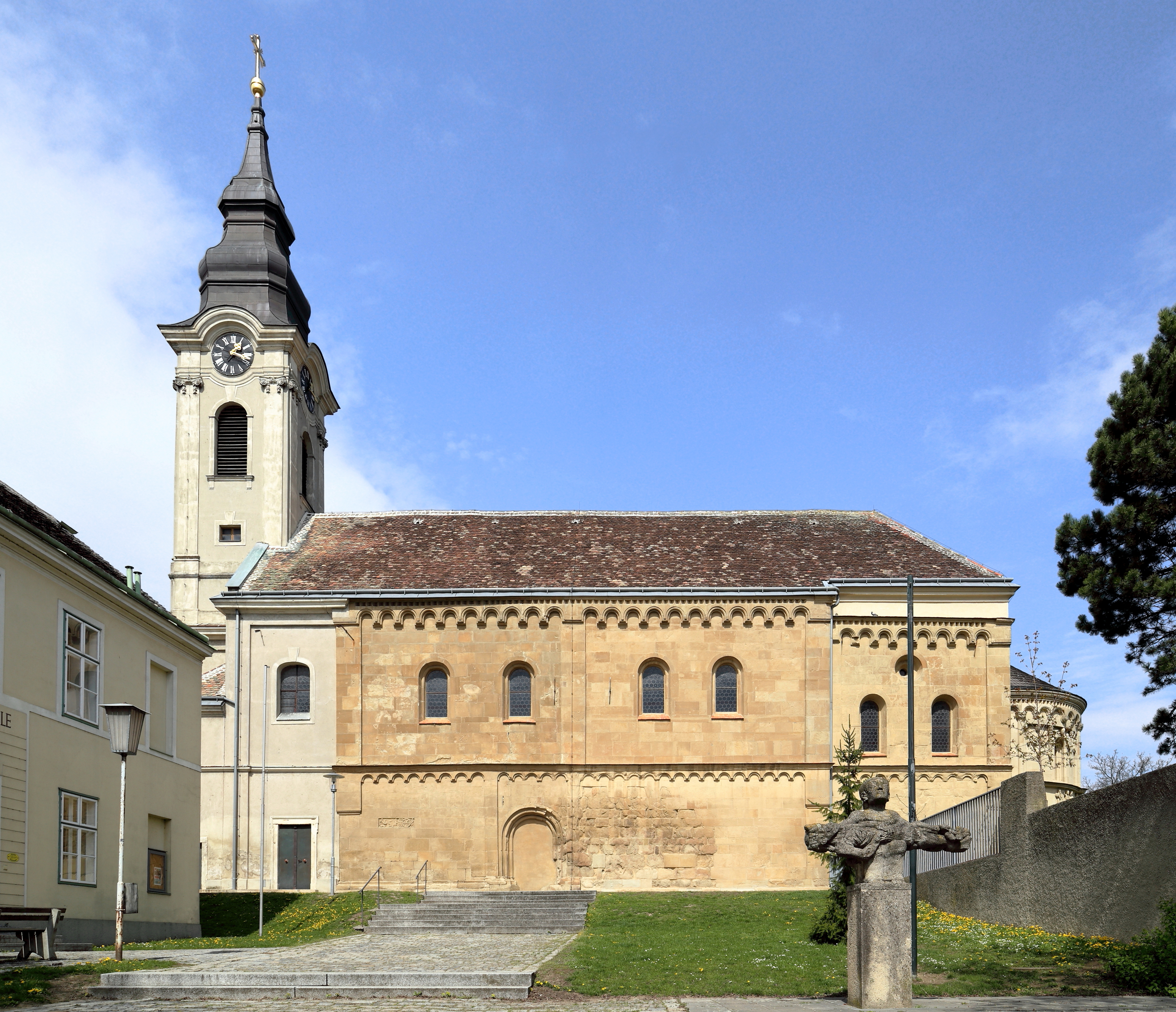
Pfarrkirche Schöngrabern

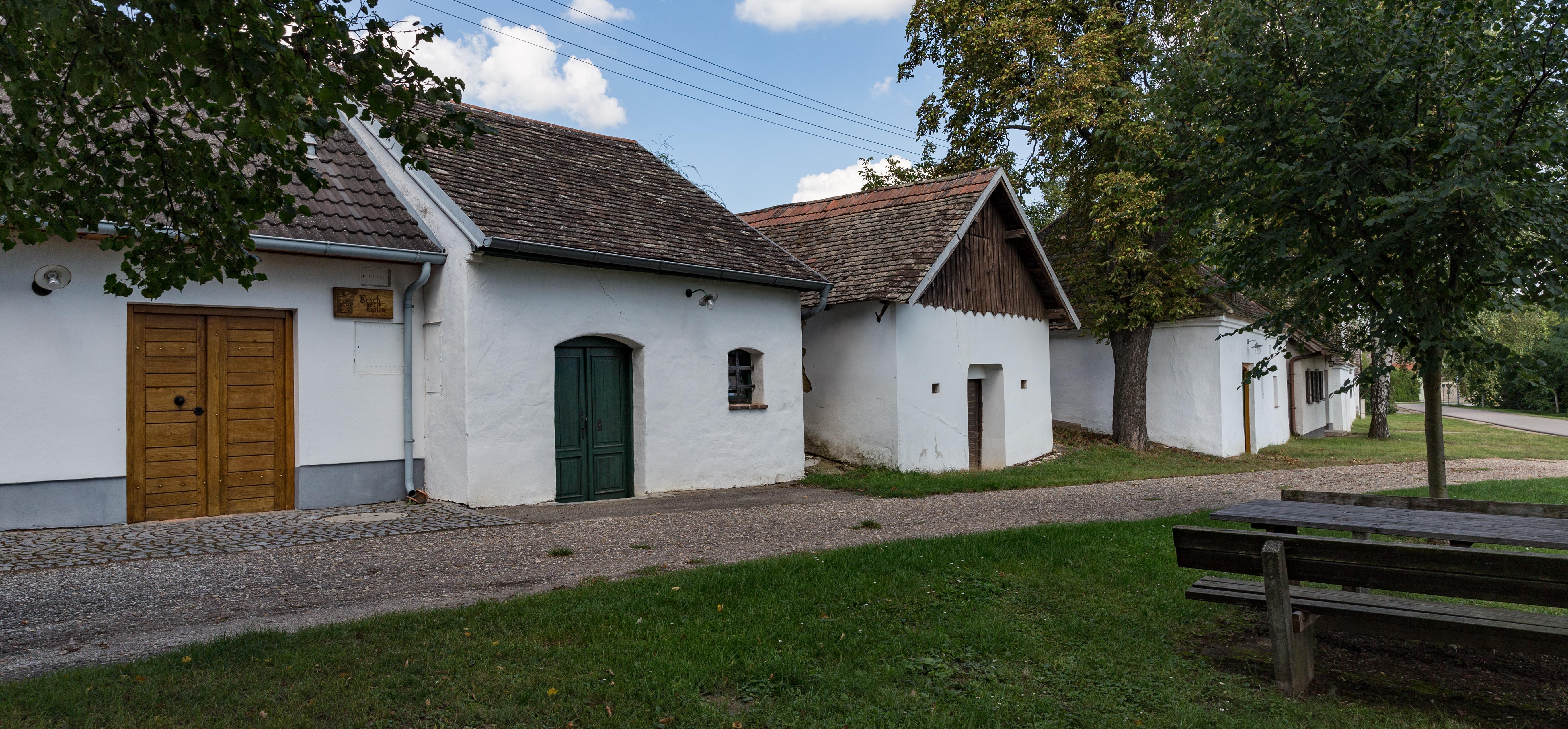
Kellergasse Schöngrabern

- Katholische Pfarrkirche Schöngrabern Unsere Liebe Frau Mariä Geburt: Mit der Steinernen Bibel, die von einem unbekannten Künstler geschaffene Darstellungen aus dem Alten und Neuen Testament zeigt
- Wegkapelle beim alten Friedhof in Schöngrabern
- Pfarrhof
- Kriegerdenkmal in Erinnerung an die Schlacht bei Hollabrunn und Schöngrabern
- Mehrere Statuen und Bildstöcke
- Kellergasse Schöngrabern

## Wirtschaft und Infrastruktur
Laut Adressbuch von Österreich waren im Jahr 1938 in der Marktgemeinde Schöngrabern ein Bäcker, ein Binder, ein Fleischer, zwei Friseure, zwei Gastwirte, vier Gemischtwarenhändler, ein Maurermeister, eine Modistin, drei Obst- und Gemüsehändler, zwei Perlmutterdrechsler, zwei Schmiede, zwei Schneider und drei Schneiderinnen, drei Schuster, ein Tischler, ein Viktualienhändler, ein Wagner und mehrere Landwirte ansässig. Außerhalb des Ortes gab es zudem zwei Ziegeleien.

### Öffentliche Einrichtungen
In Schöngrabern befindet sich ein Kindergarten.